# Villongo
Villongo é uma comuna italiana da região da Lombardia, província de Bérgamo, com cerca de 7.770 (2010) habitantes. Estende-se por uma área de 5,93 km², tendo uma densidade populacional de 1310 hab/km². Faz fronteira com Adrara San Martino, Credaro, Foresto Sparso, Paratico (BS), Sarnico, Zandobbio.

## Demografia
| Variação demográfica do município entre 1861 e 2011                               |
|                                                                                   |
| Fonte: Istituto Nazionale di Statistica (ISTAT) - Elaboração gráfica da Wikipedia |